# Усть-Сухояз
Усть-Сухояз (баш. Һикеяҙтамаҡ) — деревня в Караидельском районе Башкортостана, входит в состав Караярского сельсовета.

## Население
| 2002 | 2009 | 2010 |
| ---- | ---- | ---- |
| 38   | ↘23  | ↗27  |

## Географическое положение
Расположена в нижнем течении реки Большая Бердяшка в 4 км к востоку от села Караяр, в 17 км к юго-востоку от села Караидель и в 115 км к северо-востоку от Уфы. Имеется подъездная дорога от села Абдуллино (на автодороге Караидель — Красная Горка), продолжающаяся на восток к селу Комсомольский.